# Спасопреображенская волость
Спасопреображенская во́лость — волость в составе Петрозаводского уезда Олонецкой губернии.

## Общие сведения
Волостное правление располагалось в селении Спасская Губа.
В состав волости входили сельские общества, включающие 66 деревень:
- Кончезерское общество
- Кончезерско-заводское общество
- Мунозерское общество
- Вохтозерское общество
- Пялозерское общество
- Вороновское общество

На 1890 год численность населения волости составляла 5534 человека.
На 1905 год численность населения волости составляла 6342 человека. В волости насчитывалось 960 лошадей, 1433 коровы и 2830 голов прочего скота.
Постановлением ВЦИК и СНК РСФСР от 4 августа 1920 года в населённых карелами местностях Олонецкой и Архангельской губерний была образована Карельская трудовая коммуна и волость вошла в состав Карельской трудовой коммуны. В 1923 году волость вошла в состав образованной Автономной Карельской ССР.
В ходе реформы административно-территориального деления СССР в 1927 году волость была упразднена. 
В настоящее время территория Спасопреображенской волости относится в основном к Кондопожскому району Республики Карелия.